# Szállítmányozás
A szállítmányozás az árutovábbítás folyamatának megszervezése, melynek célja hogy a küldemény a lehető legkisebb költséggel, legbiztonságosabban, a megfelelő időben optimálisan jusson el a rendeltetési helyre. A logisztika egyik ágának tekinthető.

## Története
A szállítmányozás kialakulása az ókori időkig nyúlik vissza. Voltak kereskedők, akik saját költségükre és rizikójukra küldeményeket küldtek.
A szállítmányozó fogalma a középkorban alakult ki, amikor a városokban és a piacokon megjelentek a kereskedősegédek (faktorok). Időnként ők már bizományosként is felléptek. Ezek a segítők lassan kialakítottak olyan üzleti formákat, amelyek magukban foglalták már a szállítmányozó, bizományos és bankár jegyeit. Ezek már az „all round” tevékenység alapjai, amikor az áru vétel, eladása, fuvarozása illetve a pénzmozgás egy kézben összpontosul. 
Lényeges fejlődés a szállítmányozásban a 19. században következett be, amikor megjelentek új találmányok (gőzgép, dízelmotor) és ezek gyökeresen megváltoztatták a fuvarozás addigi formáit. A vasút kiépítésével a közút szerepe háttérbe szorult. A fuvarozási feladatok sűrűsödése újabb szállítmányozó cégek követelte, mivel a kereskedők már nem tudták megoldani ezt a feladatot. A feladat pedig újabb, gyorsabb és olcsóbb szállítási utat találni. Az új cégek már új szolgáltatásokat nyújtottak és újabb területeket kapcsoltak be a szállítmányozásba. Így alakultak ki a nagyobb fuvarozó, átrakó és raktározó cégek.

## A szállítmányozók nemzetközi szervezete
A szállítmányozó cégek mind saját okmányokkal, iratokkal dolgoztak a feladatokat esetenként másként értelmezték. Ezért létrehozták a FIATA-t (Fédération Internationale des Associations des Transitaires et Assimilés – Szállítmányozó Szövetségek Nemzetközi Föderációja) 1926-ban.
A cél a különböző országokban működő szállítmányozó szervezetek egyesítése, hogy együtt védelmezzék és segítsék a közös gazdasági és szakmai érdekeket, különös tekintettel a nemzetközi szervezetekre, intézményekre, kormányokra és fuvarozókra. Ezen felül az ipar színvonalát is kívánták emelni. A FIATA célkitűzései között szerepel, hogy egységes szállítmányozási okmányok, illetve kereskedelmi feltételek kialakításával és korszerűsítésével javítsa a szállítmányozók által nyújtott szolgáltatások színvonalát.
Az okmányokon a kibocsátó szállítmányozó országának kódja szerepel, és szövegük standard, nem változtatható és az alkalmazott nyelv az angol. A II. világháború ideje alatt a FIATA szüneteltette a működését. Ma hozzávetőlegesen 150 ország negyvenezer szállítmányozó cégét képviseli. Európai titkársága Zürichben, ázsiai titkársága Bombayben működik.

## A szállítmányozók hazai szakmai szervezetei
Magyarországon 1920-ig a nagy külföldi szállítmányozó cégek leányvállalatai dolgoztak. Ez a folyamat a úgy a II. világháborúig tartott. A két háború közé esik a közúti teherforgalom kialakulása. A második világháború után megalapították a MASPED-et (1948) amely állami hatás következtében monopolhelyzetbe került. A külkereskedelem államosítása nyomán nagy külkereskedelmi vállalatokat hoztak létre amelyek egy árura szakosodtak így nem volt verseny közöttük. Minden külkereskedelmi tevékenységhez előírták a MASPED igénybevételét. 
Ez a helyzet 1958-ban enyhült, amikor a vállalatoknak már joguk volt árutovábbításhoz amennyiben nem járt devizakiadással. A magyar külkereskedelem volumenét tekintve kétharmadát a KGST országokkal bonyolította. Lényegében a MASPED már csak a tőkés viszonylatú forgalmat bonyolította le. A hatvanas évek végétől már eseti engedélyt lehetett kérni már egy-egy küldemény vállalaton belüli lebonyolításához. Így kapott a Hungarocamion engedélyt a darabáru – forgalom beindításához, amely a gyűjtőforgalom kialakulásához vezetett.
1972-ben a Győr-Sopron-Ebenfurt Rt. engedélyt kapott saját vonalon történő konténerek szállítmányozására, majd ezt kiterjesztették nemzetközi területen való lebonyolítására is. A Raabersped a 70-es évek végén több hagyományosan csomagolt áru fuvarozására kapott engedélyt, majd 1983-tól teljes körű szállítmányozási jogosítványt kapott. Ezzel egy időben minden nagyobb fuvarozást végző vállalat (Hungarocamion, Malév, Mahart, Volán) korlátozott nemzetközi szállítmányozási jogosítványt kapott. Tehát kifizethették a devizában felmerülő költségeket, amelyek a fuvarozással együtt keletkeztek. A következő években fokozatosan enyhült az állami monopólium helyzete, míg a rendszerváltás után már mindenki alanyi jogon kérheti és kapja szállítmányozási jogosítványt.
1989-ben öt társaság (MASPED, Raabersped, Voláncamion, Hungarocargo, Technosped) létrehozta a Magyar Szállítmányozók Egyesülését, később a Magyar Szállítmányozói és Logisztikai Szolgáltatók Szövetsége (MSzSz) nevet vette fel, amely közel száz Magyarországon bejegyzett társaság szakmai érdekképviselete. Fő célkitűzése a szakmai, munkáltatói érdekképviselet, a szállítmányozási szaktevékenység népszerűsítése, a gazdaságban elfoglalt helyének megerősítése.
1997-ben alakult meg a Szállítmányozó Kis- és Középvállalkozások Érdekvédelmi Szövetsége (SZKKÉSZ). Az új szakmai szervezet meghirdetett célja a más érdekképviseleteken kívül maradt szállítmányozók védelme. A szövetség megalakulásában szerepe volt a szállítmányozási tevékenység jogi szabályozása körüli vitáknak, érdekkülönbségeknek is.
A Magyar Kereskedelmi és Iparkamarát, illetve a területi kamarákat, a rendszerváltást követően törvény hozta létre. A kamarák mint köztestületek a korábbi sokféle szervezetből összetevődő szakmai kamarai rendszer helyébe léptek. A közjogi funkciók állami hatóságoktól való átvételével, és a vállalkozói érdekek egyeztetésével az MKIK hatásos érdekképviseletre képes.

## Fogalmak
- Közlekedés: Szervezett helyváltoztatás, amely erre kialakított technikai berendezések segítségével szárazföldön, vízen és levegőben történik. A fogalom csak személyforgalomnál használatos, amikor árut, árutovábbításról beszélünk.
- A szállításon az adásvételi ügylet teljesítését értjük. Ez azt jelenti, hogy az áru tulajdonosa – az eladó – az ügylet lebonyolítására vonatkozó szerződés adott feltételeinek teljesítése ellenében, a szerződésben ugyancsak kikötött paritásponton lemond a vevő javára az áru fölötti rendelkezési jogáról, és azt a vevőre ruházza át. A szállítás tehát kereskedelmi fogalom. Kereskedelmi értelméből következik, hogy nem jelenti önmagában a helyközi árumozgásról való gondoskodást vagy annak elvégzését. Az eladó például akkor is eleget tesz szállítási kötelezettségének, ha ex works, AB raktár, AB telephely paritás esetén – a vonatkozó egyéb feltételek teljesítése mellett – saját gyárában vagy raktárában a vevő rendelkezésre bocsátja az árut. (szállítási szerződés = adás-vételi szerződés).
- A fuvarozás az a művelet, amelyet az áru helyváltoztatása érdekében kell elvégezni. A helyváltoztatás kezdőpontja rendszerint a termelési vagy tárolási hely (gyár, üzem, bánya, termőhely, raktár), célpontja a felhasználás, illetve a rendeltetés helye. A fuvarozást az áruk továbbítására alkalmas, különféle szárazföldi, vízi (folyami, tengeri), légi közlekedési eszközökkel végzik, de fontos szerep jut a vezetékes (légvezeték, csővezeték) árutovábbításnak is. A fuvarozás elvégzésére vállalkozó természetes vagy jogi személyt fuvarozónak nevezzük. A fuvarozást általában az e célra szerveződött és szakosodott vállalkozók, a fuvarozók: vasutak, közúti fuvarozócégek, hajótársaságok, légitársaságok végzik fuvardíj ellenében, de alkalmas fuvareszközök és egyéb felkészültség birtokában a gazdasági élet más szereplői, a termelők és felhasználók maguk is elvégezhetik. Ebben az esetben a fuvaroztató és a fuvarozó személye azonos. A fuvarozó tehát az előbbi esetben is fuvaroz, nem pedig szállít, amint azt a köznyelvben gyakran emlegetik. Az üzemen, telepen, gazdaságon belül a termelés technológiai folyamataiból adódóan szükséges nyersanyagok, eszközök, gyártmányok továbbítására az anyagmozgatás fogalmát használják. A fuvarozás fogalmilag a közigazgatási terület, illetve az országon belüli vagy országok közötti jelleg szerint is megkülönböztethető. Attól függően, hogy a fuvarozás egy közigazgatási helységen (község, város) belül, két vagy több ország között (esetleg tranzitországon keresztül) történik, megkülönböztetünk helyi (helységen belüli), helyközi (belföldi) és nemzetközi fuvarozást.
- Fuvaroztató: Azt a természetes vagy jogi személyt, aki az áru továbbításával, azaz elfuvarozásával egy másik vállalkozót bíz meg díjazás (fuvardíjfizetés) ellenében, fuvaroztatónak, a megbízás megtörténtét és a fuvarozási feladat elvállalását tanúsító okmányt pedig fuvarozási szerződésnek nevezzük. A fuvarozás fogalmi és jogi tartalma nem változik attól, hogy ki és kinek a megbízásából végzi a fuvarozást. Fuvaroztató lehet maga a szállító, azaz az eladó (exportőr), lehet a vevő (importőr) attól függően, hogy ki vállalta szerződés szerint az áru elfuvarozásával járó költséget és kockázatot. A fuvaroztató lehet továbbá a szállítmányozó is. A szállítmányozó egyébként szükségszerűen fuvaroztató, mert megbízásából származóan elvállalta azt a kötelezettséget, hogy saját nevében, de megbízója költségére megköti a fuvarozóval a fuvarozási szerződést. A fuvarozó szempontjából közömbös, hogy ki a fuvaroztató, számára csak a megbízás elnyerése fontos. A fuvaroztató és a fuvarozó közötti jogviszony létrejöttét a fuvarozási szerződés – formailag rendszerint a fuvarokmány: a fuvarlevél – tanúsítja. Ha valaki saját maga számára saját fuvareszközeivel végez fuvarozást, azt saját számlás fuvarozásnak nevezik, ez esetben úgynevezett szállítólevelet állítanak ki, amely megfelel a fuvarokmánynak.

## Szállítmányozás
A gazdasági élet szereplői csak kivételes esetben vállalkoznak olyan feladatok ellátására, amelyek szakmai tevékenységi körükön kívül esnek. Ilyen például az áru adásvételénél elkerülhetetlen árutovábbítás szervezési és technikai feladatainak összehangolása a mindenkori közlekedési és csatlakozó infrastruktúra ismeretében oly módon, hogy a küldemény a leggyorsabb, legbiztonságosabb és leggazdaságosabb feltételekkel jusson el a rendeltetési helyére. Ennek megszervezése széles körű földrajzi, közlekedési, fuvarozási, fuvarjogi stb. ismereteket tőkeerőt, nemzetközi kapcsolatokat igényel, amelyekkel csak szakmailag jól képzett specialisták, a szállítmányozók (speditőrök) rendelkeznek. A szállítmányozó tehát elsősorban szellemi tőkéjét értékesíti, amikor megbízói részére az árufuvarozás megszervezését bizományosként vállalja, s elvégzi mindazokat a teendőket, amelyek a megbízó feladatai lennének, nevezetesen saját nevében, de megbízója (a vevő vagy az eladó) költségére és kockázatára megköti az áru továbbításához szükséges szerződéseket a fuvarozókkal és más közreműködőkkel, továbbá gondoskodik a hatósági (például vám, növényegészségügyi, környezetvédelmi stb.) előírások betartásáról. A szállítmányozó tehát közvetlen kapcsolat a fuvaroztató, a fuvarozó és az egyéb közreműködők között.
A Ptk.-ban foglaltak alapján egyértelműen különbséget lehet tenni a fuvarozó és a szállítmányozó között, amennyiben a törvény külön szabályozza a fuvarozó és külön a szállítmányozó kötelezettségeit az érdekekből fakadó természetes logisztikai megfontolásból, amely szerint a szállítmányozó a fuvaroztató (megbízója) és a saját érdekeit, míg a fuvarozó csak a saját érdekeit képviselheti. Az érdekek ilyen lényegi elkülönülésének nem mond ellent az sem, hogy a szállítmányozók esetenként saját fuvareszközeikkel maguk is fuvaroznak, mert ez esetben olyan felelősséggel tartoznak fuvarozói ténykedésükért, mint a fuvarozók tartoznának velük szemben.
Jogilag a dolog lényege tehát az, hogy a szállítmányozók fuvarozhatnak is, és ilyenkor fuvarozó módjára felelnek a saját eszközeikkel végzett fuvarozásokért. A fuvarozók azonban soha nem vonhatók felelősségre szállítmányozóként, tehát csak fuvarozó módjára felelősek. A magyar jogi felfogás e tekintetben megegyezik a nemzetközi gyakorlattal, illetve a világ többi országában alkalmazott jogi szabályozással.
A szállítmányozás a következő részterületekre bontható:
- Vasúti szállítmányozás
- Közúti szállítmányozás
- Tengeri szállítmányozás
- Folyami szállítmányozás
- Légi szállítmányozás

## Szállítmányozó
A szállítmányozó (speditőr) a saját nevében a megbízója számlájára vásárolja meg a fuvarozási és az áru továbbításához szükséges egyéb szolgáltatásokat. Arra vállalkozik, hogy az árutovábbítást a mindenkori piaci helyzetnek megfelelően a megbízója szempontjából a lehető leghatékonyabban megszervezze.
A szállítmányozó bekapcsolásának indokai:
- Kedvező fuvardíjak és fizetési feltételek elérése.
- Az áru – és fuvareszköz – ismerete birtokában az adott körülményekhez a legmegfelelőbb csomagolást és fuvareszközt tudja hozzárendelni, valamint gondoskodni tud a legbiztonságosabb és a fuvardíj – alakulás szempontjából legkedvezőbb elrendezésről a fuvareszközben. Ezzel csökkenthető az áru egységére jutó fuvardíj, a rakodási költség, valamint elkerülhetővé válik a nem megfelelő csomagolásból adódó átcsomagolási költség.
- Földrajzi és tarifaismerete, fuvarpiaci információi, szállítmányozói kapcsolatai, árinformációi az adott fuvarfeladat megvalósításához a lehető leggazdaságosabb és legbiztonságosabb útvonal kiválasztását eredményezhetik.
- A fuvarozási feladat sürgősségéhez mért legkedvezőbb megoldás megszervezését csak jó kapcsolatokkal és tapasztalatokkal rendelkező szállítmányozó képes biztosítani.

Nem várható el valamennyi speditőrtől, hogy minden alágazat minden szabályát egyformán jól, naprakészen ismerjék és alkalmazzák. Ebből következően a szállítmányozók alágazatok szerint szakosodnak.
A fuvarozási ágak szerint több szállítmányozótípust különböztethetünk meg:
- Vasúti szállítmányozó, akit a belföldi forgalomban állomási szállítmányozóként is emlegetnek.
- Közúti szállítmányozó
- Tengeri szállítmányozó
- Folyami szállítmányozó
- Légi szállítmányozó

Speciális szállítmányozási tevékenységet végzők:
- Gyűjtőforgalmi szállítmányozók
- Vásári és kiállítói szállítmányozók
- Kombinált fuvarozási feladatot ellátó szállítmányozók

Működési területük szerint megkülönböztetünk:
- Belföldi szállítmányozók
- Nemzetközi szállítmányozók

A forgalom iránya szerint beszélhetünk:
- Export szállítmányozók
- Import szállítmányozók

Útvonal szerint megkülönböztetés elsősorban a tengeri árufuvarozásra jellemző, mert ez magas szervezettséget, széles körű kapcsolatrendszert és szaktudást igényel. Emiatt egyes szállítmányozók Észak-, mások Dél-Amerikára, Közel- vagy Távol-Keletre, stb. specializálódtak és építettek ki kapcsolatokat. A szárazföldi szállítmányozói piacon is megfigyelhető hasonló jelenség, amit területi szakosodásnak nevezünk.
Áruk fajtája szerinti megkülönböztetést az teszi szükségessé, hogy egyes árutípusok másfajta kezelést, szakismeretet igényelnek a fuvarozás során, mint mások. Ilyen lehet a hűtőfuvarozás, az élőállat, a veszélyes anyagok, a kőolaj, stb. szállítása.
Ezek a csoportosítások azonban inkább csak elméleti jellegűek, hiszen egy feladat sokrétűsége miatt nem választhatók ennyire szét a tevékenységek.

## Fuvarokmányok
A fuvarokmányok bizonyítják hogy az árut a fuvarozó átvette, valamint a küldemény adatait, az átvétel és a kiszolgáltatás helyét, a bérmentesítést, stb.
Két típusa a szárazföldi és az értékpapír típusú fuvarlevél. A fő különbség hogy az értékpapír típusú fuvarlevelek megtestesítik az áru tulajdonjogát, az áru kiváltásának jogát a fuvarozóval szemben. Az értékpapír típusú fuvarokmányokat általában vízi közlekedésben használják, ezért nevezik a többit szárazföldi típusúnak.

### Nemzetközi árufuvarozási okmányok
- Tengeri árufuvarozás: Hajó fuvarlevél (Bill of Lading / B/L)
- Légi árufuvarozás: Légi fuvarlevél (LTA) (Air Way Bill (AWB))
- Vasúti árufuvarozás: Fuvarlevél CIM (Rail consignment note)
- Közúti árufuvarozás: Fuvarlevél CMR (International Consignment note)
- Folyami árufuvarozás: Bérleti megállapodás és menetlevél vagy folyami fuvarlevél

### A szállítmányozók által kibocsátott okmányok
- A szállítmányozói átvételi elismervény (Spediteur Recepisse)

A szállítmányozók ezt az okmányt igen gyakran, főként a gyűjtőforgalomban és a vásári és kiállítási áruk szállítmányozása esetén az árufeladás igazolására adják ki. Korlátozottan biztosítja birtokosa részére a küldemény feletti rendelkezési jogot. Azt bizonyítja, hogy a szállítmányozó átvette az árut azzal a megbízással, hogy szervezze meg az áru útját.
- FIATA FCR (Forwarders Certificate of Receipt – Speditőr átvételi elismervény)

A szállítmányozó igazolja, hogy birtokában van az adott küldeménynek azzal a utasítással, hogy azt a címzettnek eljuttassa. Áru feletti rendelkezési jogot biztosít, mindaddig amíg a küldemény az ő fennhatósága alatt van. Nem értékpapír, a fuvarlevél 2. példányának szerepét tölti be.
- FIATA FCT (Forwarders Certificate of Transport – Speditőr fuvarozási tanúsítvány),

A szállítmányozó igazolja, hogy az átvett küldeményt és fuvarozásra feladta, és kötelezettséget vállal arra, hogy a rendeltetési helyen megnevezett címzettnek kiszolgáltatja. Értékpapír, tulajdonjogot testesít meg.
- FWR (FIATA Warehouse Receipt – FIATA Raktári elismervény)

Szállítmányozói raktárbevételi jegy/elismervény, amellyel a szállítmányozó igazolja az áru saját raktárába történő átvételét. Nem közraktárjegy, azaz nem olyan hivatalos okmány, amelyet az alkalmazott jog bizonylatként ismer el, csak akkor ruházható át, ha szerepel rajta az 'átruházható' jelölés.
- FIATA FBL (negotiable FIATA Multimodal Transport Bill of Lading – Átruházható FIATA multimodális fuvarlevél

Fuvarozó átvételi elismervénye. Az FBL-t kiállító, multimodális fuvarozást szervező szállítmányozó vagy a tengeri fuvarozó, felelős a szállítás 'minőségéért'. A szállítmányozó nem csak azért vállal felelősséget, hogy az árut a rendeltetési helyére leszállíttatja, de minden fuvarozóért és egyéb 3. félért akit ő szerződtet, így a teljes szállítás 'minőségéért'. Értékpapír, amennyiben nincs nem-átruházhatóként jelölve – átruházható.
- FIATA SDT (Shippers Declaration for the Transport of Dangerous Goods – Feladói nyilatkozat veszélyes áruk fuvarozásához);

Ha egy szállítmányozó foglalkozik veszélyes áruk továbbításával, részletes információra van szüksége az áru osztályozásáról:
Közúti fuvarozás esetén az ADR-nek megfelelően, vasúti fuvarozás esetén a RID-nek megfelelően és tengeri fuvarozás esetén az IMDG/IMCO-nak megfelelően. Az osztályozás az okmány hátoldalán található. Minden esetben a feladó tölti ki és írja alá, amelyet ez után ad át szállítmányozónak.
- FFI (FIATA Forwarding Instructions – FIATA Szállítmányozási utasítás)

Egységesített szállítmányozási utasítás. Mindenhol ugyanazt értsék egy feladat alatt ezért kódszámokat használ és mindenhol ugyanazt a szolgáltatást illetve tevékenységet kell érteni.